# Acido arsenioso
L'acido arsenioso, o acido ortoarsenioso, è un composto inorganico con formula H3AsO3.  Il composto è noto per formarsi in soluzione acquosa , ma non è mai stato isolato come materiale puro, sebbene questo fatto non tolga significato alla formula As(OH)3.

## Proprietà
L'acido arsenioso è una molecola piramidale formata da 3 gruppi idrossilo legati all'arsenico. Lo spettro RMN di 1H della soluzione di acido arsenioso è costituito da un unico segnale coerente con l'alta simmetria della molecola.

## Reazioni
La preparazione dell'acido arsenioso consiste in una lenta idrolisi del triossido di diarsenico in acqua.
L'aggiunta di una base converte l'acido arsanioso negli ioni arsenito [AsO(OH)2]-, [AsO2(OH)]2-, e [AsO3]3-. La prima pKa di dissociazione acida è 9.2. 
{\displaystyle \mathrm {As_{2}O_{3}+3\ H_{2}O\longrightarrow 2\ H_{3}AsO_{3}} }
Le reazioni attribuite al triossido di diarsenico in soluzione acquosa, sono dovute all'acido arsenioso e alle sue basi coniugate.

## Tossicologia
I composti che contengono arsenico sono altamente tossici e cancerogeni. La forma anidride dell'acido arsenioso è attiva come erbicida e insetticida.